# 申保亨
申保亨（1870年代?—20世纪1910年代或1920年代），字雅辅，天津葛沽人，中华民国军事及政治人物。

## 生平
申保亨出生于清朝光绪初年。早年他入北洋武备学堂学习。毕业后，他加入军队。中华民国成立后，他隶属段祺瑞麾下。1913年前后，他任河南省省会警察厅长。1916年7月6日他任绥远道尹。他还曾两度代理绥远都统。在黎元洪任中华民国大总统期间，他晋升为陆军中将。他在徐世昌任总统时，任总统府侍从武官。不久，他病逝，享年四十多岁。